# Félix Bruzzone
Félix Bruzzone (ur. 1976 w Buenos Aires) – argentyński pisarz, prozaik.

## Życie i praca
W marcu 1976 r., na trzy miesiące przed narodzinami, porwano jego ojca, niedługo później matkę, dalszy los rodziców nie jest znany. W związku z tym należy do tak zwanych dzieci „znikniętych” (his. desaparecidos). Wychowywała go babcia. Bruzzone studiował literaturę na Uniwersytecie w Buenos Aires. Został uznany za jednego z dziesięciu najważniejszych autorów dekady przez magazyn Clarín, największą gazetę w Argentynie. Jego książki dotyczą argentyńskiej dyktatury wojskowej lat 70. i 80. XX wieku oraz historii ofiar z tego okresu Zadebiutował w 2007 roku zbiorem opowiadań 76, gdzie dotyka problemów konstrukcji psychicznej i tożsamości dzieci desaparecidos, szczególnie tych wychowywanych przez dziadków, a także kwestii strachu, niepewności. W kolejnych tekstach porusza je w sposób mniej oczywisty, bardziej pośrednio.
Tekst powieści Barrefondo (2012) stał się podstawą ekranizacji z 2017 roku w reżyserii Jorgego Alejandra Colása.

## Wybrane prace

### Powieści
- Los Topos (Buenos Aires: Mondadori / Random House, 2008).
- Barrefondo (Buenos Aires: Mondadori / Random House, 2010).
- Las Chanchas (Buenos Aires: Mondadori / Random House, 2014).
- Campo de Mayo (Buenos Aires, 2019)

### Opowiadania
- 76 (Buenos Aires: Tamarisco, 2007; Buenos Aires: Momofuku, 2013).

### Literatura faktu
- Piletas (Buenos Aires: Excursiones, 2017). Zilustrowane przez Juana Astica.

### Literatura dziecięca
- Julian en el Espejo (Madryt: Pípala / Adriana Hidalgo, 2015). Zilustrowane przez Pablo Derka.
- Julian y el Caballo de Piedra (Madryt: Pipala / Adriana Hidalgo, 2016). Zilustrowane przez Germána Wendela.

## Nagrody
- 2010 Nagroda Anny Seghers-Preis, nagrodzony wraz z Andreasem Schäferem.